# Comuna Tenetnîkî, Halîci
Tenetnîkî (în ucraineană Тенетники) este o comună în raionul Halîci, regiunea Ivano-Frankivsk, Ucraina, formată din satele Novîi Martîniv și Tenetnîkî (reședința).

## Demografie
Componența lingvistică a comunei Tenetnîkî
     Ucraineană (98,69%)
     Alte limbi (1,19%)
Conform recensământului din 2001, majoritatea populației comunei Tenetnîkî era vorbitoare de ucraineană (98,69%), existând în minoritate și vorbitori de alte limbi.